# 下特拉蒙蒂
下特拉蒙蒂（義大利語：Tramonti di Sotto）是意大利弗留利-威尼斯朱利亚大区波代诺内省的一个市镇。总面积85平方公里，人口424人，人口密度5.0人/平方公里（2009年）。ISTAT代码为093046。